# Joey Hishon
Joey Hishon, född 20 oktober 1991, är en kanadensisk före detta professionell ishockeyspelare som spelade i National Hockey League (NHL) för Colorado Avalanche. Hishon draftades av Avalanche i första rundan som 17:e totalt i NHL Entry Draft 2010. Hishon spenderade fyra säsonger i Avalanche organisation med endast 16 matcher spelade innan han därefter flyttade till Kontinental Hockey League (KHL) och Svenska Hockeyligan (SHL) där han avslutade sin karriär efter hjärnskakningssyndrom.

## Statistik

### Klubbkarriär
| 2006–07    | Stratford Warriors AA | Midget     | 50  | 44 | 42 | 86  | 114 | —  | — | —  | —  | —  |
| 2007–08    | Owen Sound Attack     | OHL        | 63  | 20 | 27 | 47  | 38  | —  | — | —  | —  | —  |
| 2008–09    | Owen Sound Attack     | OHL        | 65  | 37 | 44 | 81  | 34  | 4  | 4 | 3  | 7  | 6  |
| 2009–10    | Owen Sound Attack     | OHL        | 36  | 16 | 24 | 40  | 26  | —  | — | —  | —  | —  |
| 2010–11    | Owen Sound Attack     | OHL        | 50  | 37 | 50 | 87  | 64  | 22 | 5 | 19 | 24 | 32 |
| 2012–13    | Lake Erie Monsters    | AHL        | 9   | 1  | 5  | 6   | 2   | —  | — | —  | —  | —  |
| 2013–14    | Lake Erie Monsters    | AHL        | 50  | 10 | 14 | 24  | 16  | —  | — | —  | —  | —  |
| 2013–14    | Colorado Avalanche    | NHL        | —   | —  | —  | —   | —   | 3  | 0 | 1  | 1  | 2  |
| 2014–15    | Lake Erie Monsters    | AHL        | 53  | 16 | 20 | 36  | 34  | —  | — | —  | —  | —  |
| 2014–15    | Colorado Avalanche    | NHL        | 13  | 1  | 1  | 2   | 0   | —  | — | —  | —  | —  |
| 2015–16    | San Antonio Rampage   | AHL        | 62  | 14 | 29 | 43  | 62  | —  | — | —  | —  | —  |
| 2016–17    | Jokerit               | KHL        | 48  | 3  | 6  | 9   | 68  | 1  | 0 | 0  | 0  | 2  |
| 2017–18    | Luleå HF              | SHL        | 22  | 2  | 2  | 4   | 20  | 3  | 0 | 2  | 2  | 0  |
| AHL totalt | AHL totalt            | AHL totalt | 174 | 41 | 68 | 109 | 114 | —  | — | —  | —  | —  |
| NHL totalt | NHL totalt            | NHL totalt | 13  | 1  | 1  | 2   | 0   | 3  | 0 | 1  | 1  | 2  |

### Internationellt

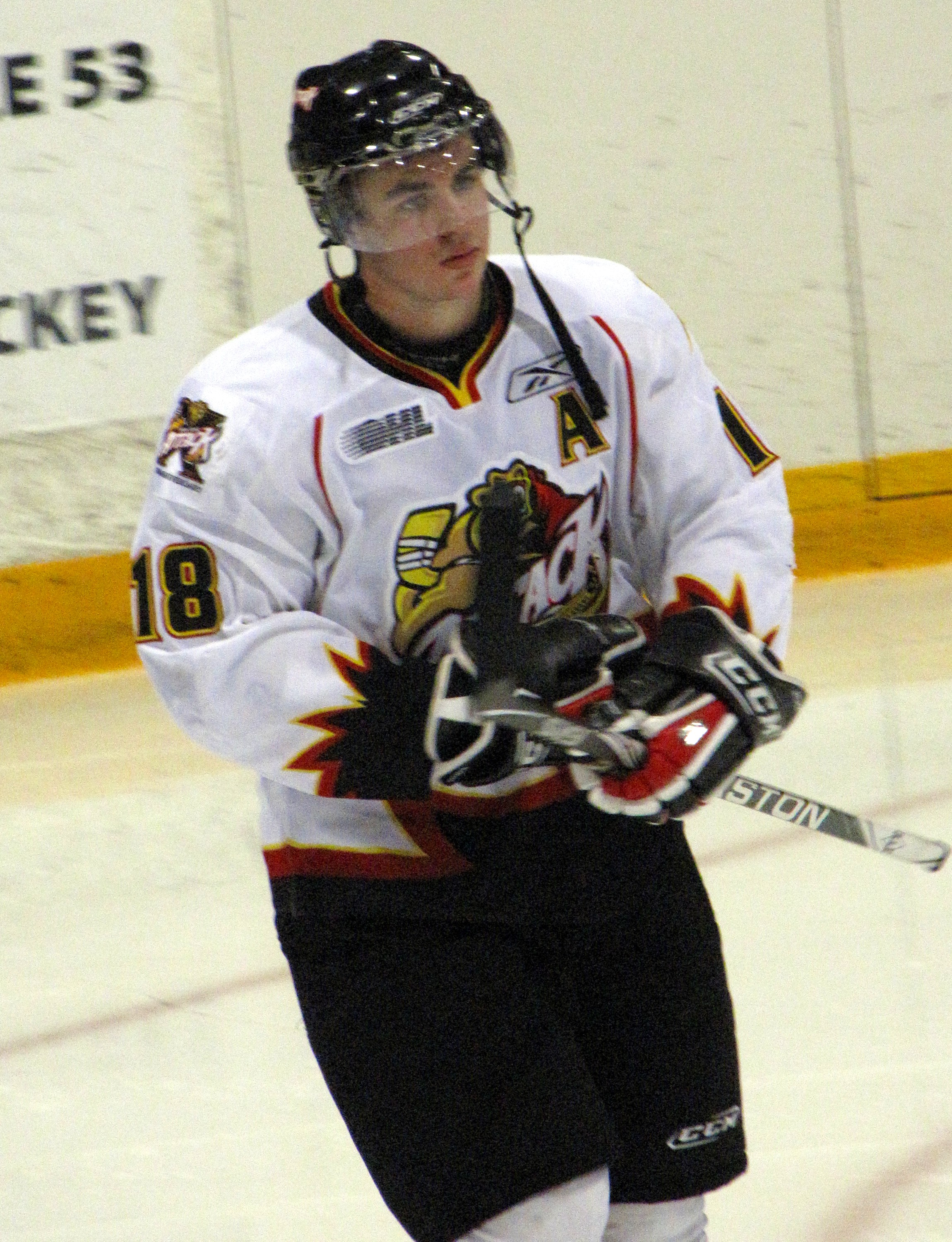
Hishon med Owen Sound Attack 2009

| År            | Lag            | Turnering     | Resultat      |    | Matcher | Mål | Assist | Poäng | Utv |
| ------------- | -------------- | ------------- | ------------- | -- | ------- | --- | ------ | ----- | --- |
| 2008          | Canada Ontario | U17           | 1             | 6  | 2       | 3   | 5      | 14    |     |
| 2009          | Kanada         | U18           | 4:a           | 6  | 5       | 5   | 10     | 0     |     |
| Junior totalt | Junior totalt  | Junior totalt | Junior totalt | 12 | 7       | 8   | 15     | 14    |     |